# Dan in Real Life
Dan in Real Life (2007) -Como la vida misma en España, Dan en la vida real en México y Dani, un tipo de suerte en Argentina- es una película estadounidense de 2007 dirigida por Peter Hedges y protagonizada, entre otros, por Steve Carell y Juliette Binoche.

## Argumento
Dan Burns (Steve Carell) es un viudo padre de familia que debe hacerse cargo de sus tres hijas. Trabaja escribiendo una columna en un periódico en la que aconseja sobre aspectos que él considera de la vida real: las relaciones familiares, los amigos y el amor. Un día, de camino a una reunión familiar en casa de los padres de él y junto al resto de sus hermanos y sobrinos, conoce en una librería a Marie (Juliette Binoche) y se enamora de ella a primera vista. Lo que no sabe es que se trata de su nueva cuñada y va a ser presentada en familia en la misma reunión familiar a la que asiste...

## Producción
La película se rodó entre octubre y diciembre de 2006 en Rhode Island bajo la producción de Focus Features y Touchstone Pictures. Se rodó en su mayor parte en una casa de Jamestown. Contó con un presupuesto aproximado de veinticinco millones de dólares.

## Recepción
Se estrenó el 26 de octubre de 2007 en EE. UU. y en España (primer país de habla hispana donde se estrenó) el 19 de marzo del año siguiente, recaudando 67.938.171 millones en los cines de todo el mundo. El DVD salió a la venta en la Región 1 el 11 de marzo de 2008.

## Reparto
A continuación se lista el reparto completo de la película:
- Steve Carell, como Dan Burns.
- Juliette Binoche, Marie.
- Dane Cook, Mitch Burns.
- Alison Pill, Cara Burns.
- Britt Robertson, Jane Burns.
- Marlene Lawston, Lilly Burns.
- Dianne Wiest, Nana.
- John Mahoney, Poppy.
- Norbert Leo Butz, Clay.
- Amy Ryan, Eileen.
- Jessica Hecht, Amy.
- Frank Wood, Howard.
- Henry Miller, Will.
- Ella Miller, Rachel.
- Cameron 'C.J.' Adams, Elliott.
- Jessica Lussier, Jessica.
- Seth D'Antuono, Gus.
- Margot Janson, Olivia.
- Willa Cuthrell-Tuttleman, Bella.
- Emily Blunt, Ruthie Draper.
- Felipe Dieppa, Marty Barasco.
- Matthew Morrison, policía.
- Bernie McInerney, James Lamson.
- Amy Landecker, Cindy Lamson.
- Steve Mellor, empleado de la librería.
- Pauline Gregory, encargada de la bolera.
- Shana Carr, Suzanne Burns.
- Allison Pill, Jane (13 años).
- Britt Robertson, Cara (11 años).
- Zoe Pauliks, Lilly (4 años).
- Lucas Hedges, compañero de baile de Lilly.
- Sondre Lerche, él mismo.
- Kato Ådland, guitarra de la banda de la boda (The Faces Down).
- Ole Ludvig Krüger, batería de la banda de la boda (The Faces Down).
- Morten Skage, bajo de la banda de la boda (The Faces Down).
- Marci Occhino, cantante de la boda.

## Premios

### Teen Choice Awards
Dan in The Real Life obtuvo una nominación a candidato a la mejor comedia.
| Año  | Categoría     | Resultado |
| ---- | ------------- | --------- |
| 2008 | Mejor comedia | Candidata |

## Banda sonora
Estas son algunas de las canciones que suenan a lo largo de la película:
- "Airport Taxi Reception" (Sondre Lerche) por Sondre Lerche y The Faces Down.
- "The Tape" (Sondre Lerche), por Sondre Lerche y The Faces Down.
- "To Be Surprised" (Sondre Lerche), por Sondre Lerche y remezclada por Kato Ådland.
- "I'll Be OK" (Sondre Lerche), por Sondre Lerche.
- "September '99" (Maurice White, Al McKay y Allee Willis), por Earth Wind & Fire y remezclada por Phats & Small.
- "Ruthie Pigface Draper" (Norbert Leo Butz y Dane Cook), por Dane Cook y Norbert Leo Butz.
- "Fever" (Eddie Cooley y John Davenport), por Alison Sudol.
- "Nasty Girl" (Prince), por Inaya Day.
- "My Hands Are Shaking" (Sondre Lerche), por Sondre Lerche.
- "Human Hands" (Elvis Costello), por Sondre Lerche y The Faces Down Quartet.
- "Hell No" (Sondre Lerche), por Sondre Lerche y Regina Spektor.
- "Let My Love Open The Door" (Pete Townshend), por Steve Carell y Dane Cook.
- "Modern Nature" (Sondre Lerche), por Sondre Lerche y Lillian Samdal.